# Chiesa di San Giorgio (Faggeto Lario)
La chiesa di San Giorgio è la parrocchiale di Lemna, frazione del comune sparso di Faggeto Lario, in provincia e diocesi di Como; fa parte del vicariato di Bellagio e Torno..

## Storia
La chiesa, che deve il suo aspetto attuale ad alcuni importanti interventi architettonici avvenuti tra il 1590, il 1657 e nel 1860, rivela nella parte inferiore del campanile un'origine romanica. All'XI secolo risalgono infatti i resti di una precedente torre campanaria, riportati alla luce nel corso di un restauro avvenuto nel 1927. Inoltre, la dedicazione della chiesa lascia supporre che a fondare il primitivo edificio religioso siano stati i longobardi.

## Descrizione

### Interno
Al suo interno, la chiesa conserva due lapidi datate - rispettivamente - 1315 e 1316, alcune tele risalenti al XVIII secolo, e tre quadri a tema mariano attribuiti all'artista Andrea Pozzo (databili al biennio 1670-71).